# Circus spilonotus
Circus spilonotus е вид птица от семейство Ястребови (Accipitridae).

## Разпространение
Видът е разпространен в Бангладеш, Бруней, Виетнам, Индонезия, Камбоджа, Китай, Кокосови острови, Лаос, Малайзия, Монголия, Мианмар, Русия, Северна Корея, Сингапур, Тайланд, Филипините, Хонконг и Япония.